# Гутьеррес Прието, Сантос

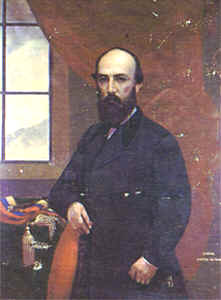
Портрет Сантоса Гутьерреса Прието. 1872 г.

Хосе де лос Сантос Гутьеррес Прието (исп. José de los Santos Gutiérrez Prieto, 24 октября 1820, Эль-Кокуи, Бояка, Колумбия — 6 февраля 1872, Богота) — колумбийский военный, политический и государственный деятель. Президент Соединённых Штатов Колумбии (1868—1870).

## Биография
Изучал юриспруденцию в университете Боготы. Адвокат.
В 1851 году Гутьеррес поступил в военную академию и продемонстрировал удивительный талант и способности к воинской службе. В первом же сражении во время гражданской войны в Колумбии в 1854 году против сил генерала Хосе Мария Мело, спас жизнь генерала Томаса Сиприано де Москера. После своего героического поступка на поле боя, получил повышение и вскоре стал генералом.
В 1859 году Гутьеррес командовал в провинции Сантандер частями армии генерала Москера, объявившего о выходе Суверенного штата из-под юрисдикции центрального правительства. При поддержке губернаторов ряда других штатов, повстанцы объявили свои штаты Соединёнными штатами Новой Гранады. Участвовал в войне против войск президента Мариано Оспина Родригеса. В битве «La Concepción» 29 августа 1860 года, был ранен, в очередной раз, спасая жизнь Томаса Сиприано де Москера.
После гражданской войны 1859—1862 годов, Гутьеррес был назначен, губернатором провинции Бояка (1861—1862), а позже, губернатор провинции Кундинамарка (1864—1865).
Революционная армия генерала де Москера победила Конституционную Армию Колумбии. 1 апреля 1868 года Гутьеррес провозгласил себя Конституционным президентом Соединённых Штатов Колумбии. 21 декабря 1868 года в связи с женитьбой временно покинул свой пост. Вместо него во главе Колумбии встал Сальвадор Камачо Рольдан.
2 января 1869 года вновь вернулся к исполнению президентских обязанностей.
1 апреля 1870 года передал президентский пост Эусторгио Сальгар Морено.